# Юда Искариотски
Юда Искариотски или Юда Искариот е новозаветен персонаж от Библията. Името му не е фамилно, а означава от кой град е. В случая – от Кариот и оттам – из Кариот, като „из“ става „ис“ (от). Кариотски може да се използва вместо исКариот. Той е един от дванайсетте апостоли, следовници на Исус Христос. Бил е ковчежник – съхранявал парите, събирани от дарения. Предава Спасителя на фарисеите и свещениците от Синедриона за 30 сребърника, като за да покаже кой е Иисус, го целува по бузата в Гетсиманската градина. Разкаян за постъпката си, той връща парите и се обесва на едно дърво. Смята се, че когато се разкаял за постъпката си и поискал прошка от Бог, той му я дал. Обаче Юда не можел да прости сам на себе си и се обесил.
В друга версия, в Деяния на светите апостоли, според Петър, глава 1, стих 18, се казва: „но със заплатата за своята неправда той придоби нива и, като се струполи ничком, пръсна се през средата, и всичката му вътрешност се изсипа“.
До ден днешен теолозите се опитват безуспешно да приравнят двете версии на тази смърт, като са обединени само около това, че се е самоубил, като неглижират останалото с думите, че детайлът няма значение.